# João de Barros Ferreira da Fonseca

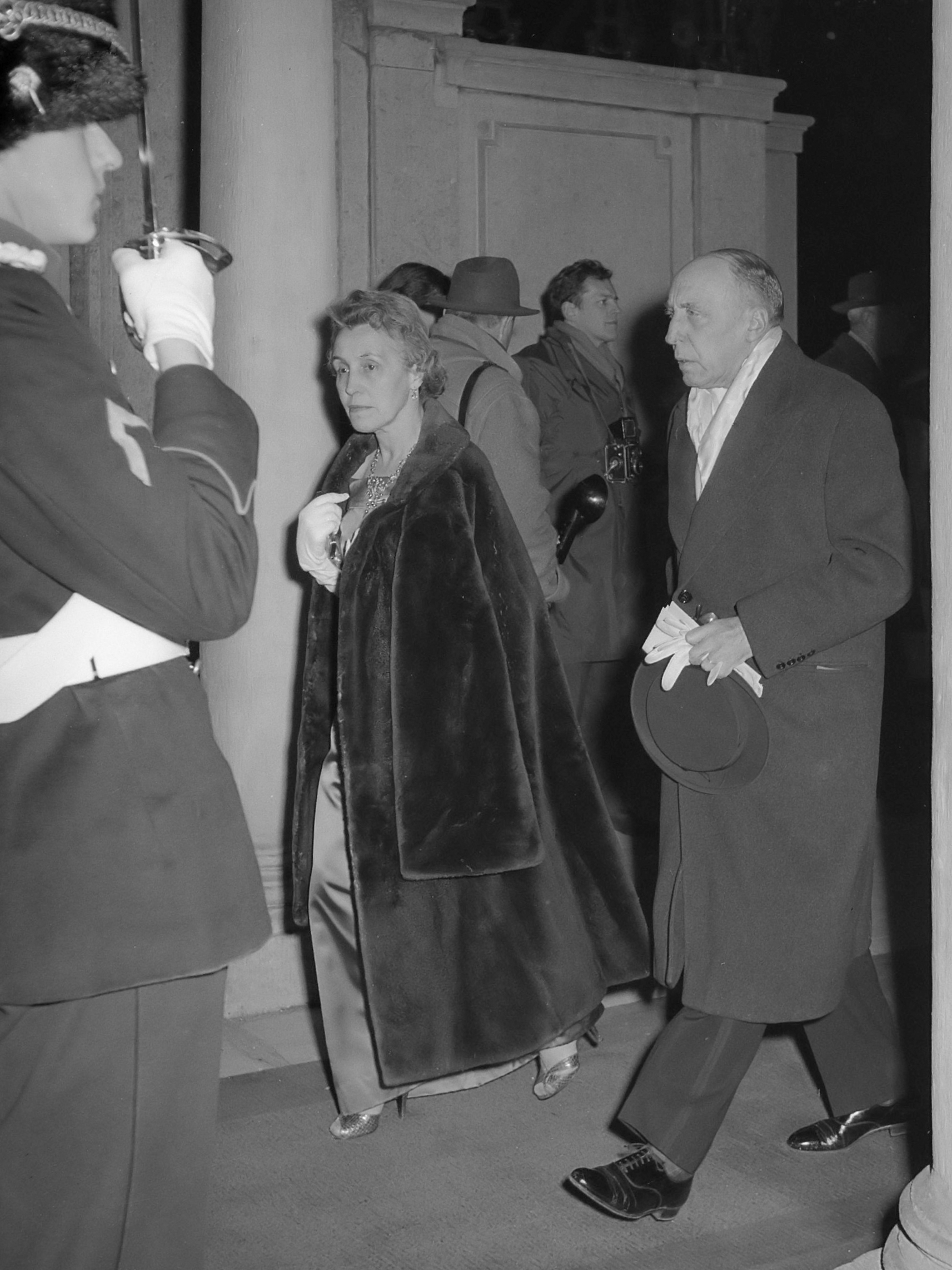
João de Barros Ferreira da Fonseca (1961)

João de Barros Ferreira da Fonseca (* 31. Januar 1899; † 1968) war ein portugiesischer Diplomat.

## Werdegang
Ferreira da Fonseca studierte an der Universität Lissabon Jura, an der er 1922 auch promovierte. Dann trat er in den diplomatischen Dienst seines Landes ein. Sein erster Auslandseinsatz führte ihn von 1925 bis 1928 als Attaché an die Botschaft in London. Nach einem kurzen Einsatz im Außenministerium kehrte er als zweiter Sekretär und Geschäftsträger von 1929 bis 1935 nach London zurück. Bis 1937 arbeitete er dann erneut im Außenministerium und wurde dann zunächst Geschäftsträger, von 1939 bis 1946 außerordentlicher Gesandter und bevollmächtigter Minister bei der Südafrikanischen Union in Pretoria. Danach war er in gleicher Position von 1946 bis 1949 in Nanking in der Republik China eingesetzt. Von März 1951 bis November 1956 war er portugiesischer Gesandter in Bonn. Anschließend war er Gesandter seines Landes in den Niederlanden.

## Ehrungen
- 1927 Ritter, 1939 Großkreuz des portugiesischen Christusordens
- 5. Januar 1956: Großkreuz des Verdienstordens der Bundesrepublik Deutschland